# История Науру

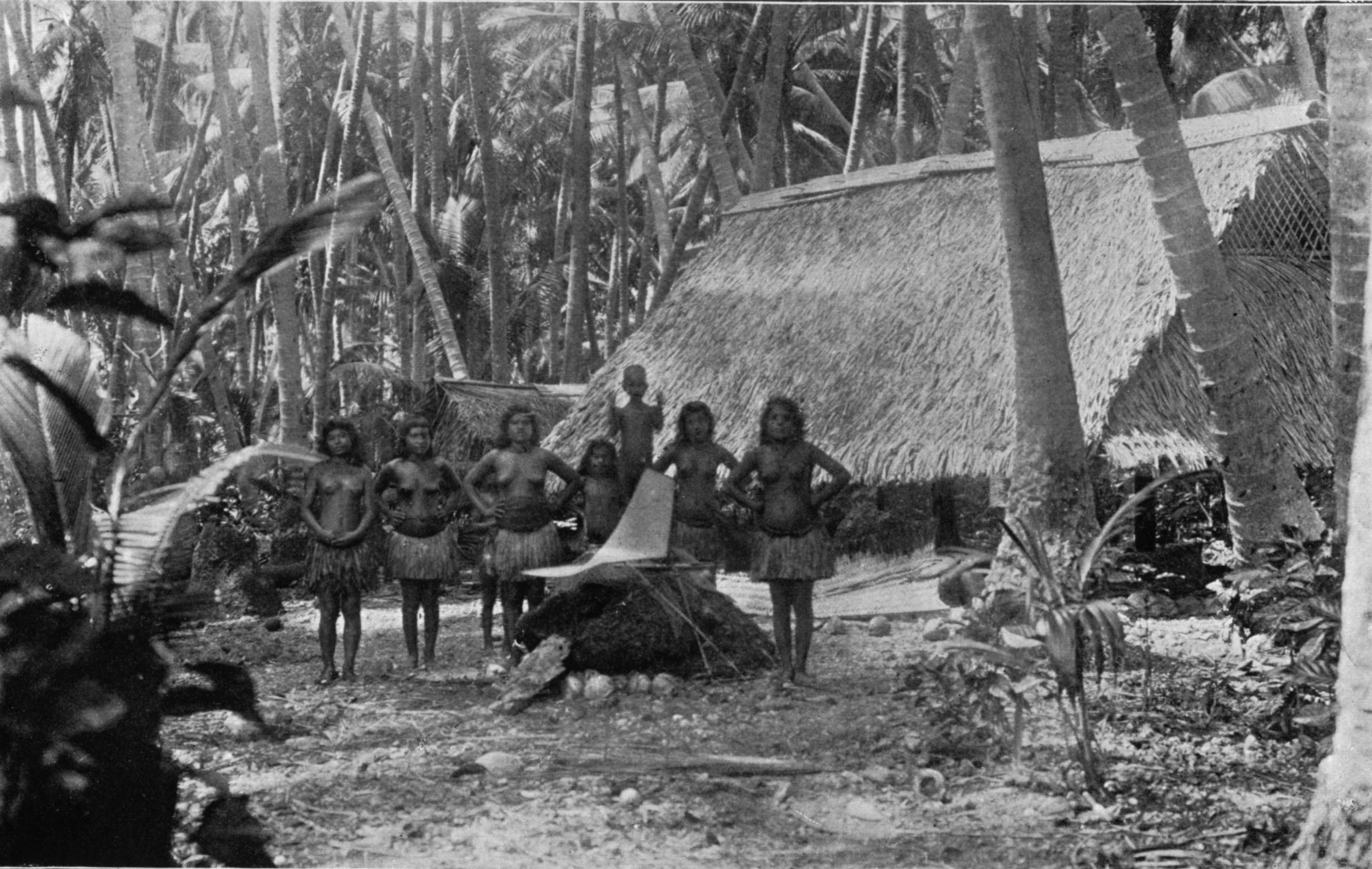
Традиционные дома,науруанцев в Аренибеке (1896)

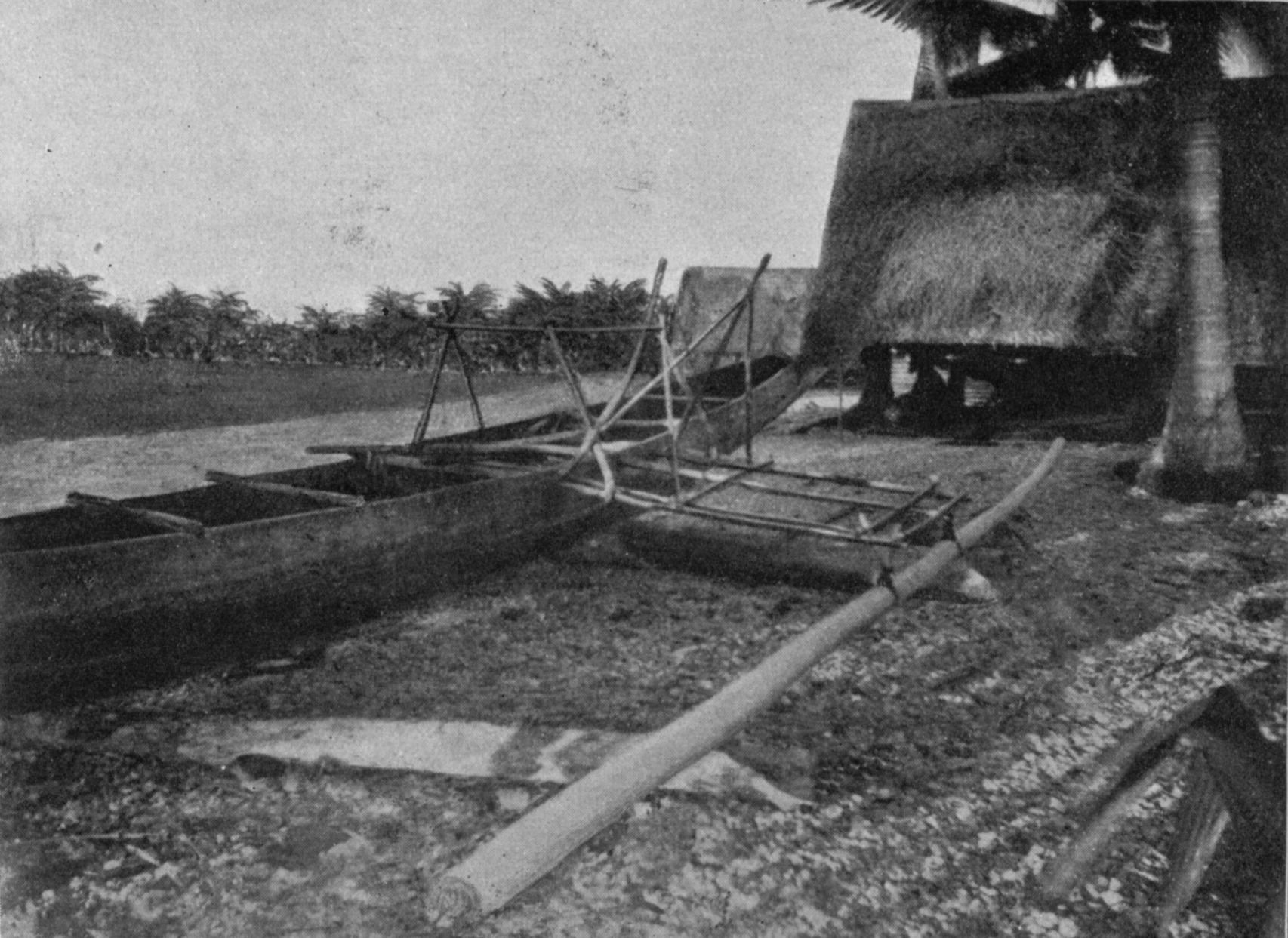
Традиционный дом и долблённая лодка Науру (1896)

Об истории доколониального периода Науру известно очень мало, из-за отсутствия каких-либо письменных источников (до появления на островах миссионеров у науруанского языка не существовало письменной формы.) и археологических данных. Колониальный же период связан с главным природным богатством Науру — фосфоритами (или науруитом).
Первым европейцем, увидевшим остров Науру, стал британский капитан Джон Фирн, открывший остров 8 ноября 1798 года. Впоследствии Науру поочерёдно становился территорией разных колониальных держав: в 1888 году — Германии, в 1914 году — Австралии, с 1942 по 1945 года — Японии, затем — снова Австралии. В 1968 году остров приобрёл независимость, а в 1999 году Республика Науру стала полноправным членом Организации Объединённых Наций.
Начиная с 1906 года, на острове различными колониальными и коммерческими компаниями велась разработка фосфоритных месторождений. Фосфориты стали единственным источником доходов для крошечной микронезийской страны, обеспечив на несколько десятилетий очень высокий уровень жизни населения Науру. Однако истощение месторождений и необдуманная экономическая политика руководства страны привели к крупному финансовому кризису и политической нестабильности в начале 1990-х годов. Пытаясь расширить источники поступлений валюты в страну, Республика Науру стала крупным офшорным центром. Осуществлялась продажа науруанских паспортов. Только в начале 2004 года с приходом нового правительства в стране появились положительные сдвиги в экономике.

## Первые поселенцы

Пути колонизации Науру.

О заселении острова Науру практически ничего неизвестно во многом из-за отсутствия каких-либо археологических свидетельств. Однако существует несколько гипотез. Согласно одной из них, остров Науру мог быть заселён австронезийцами с южной части Филиппинских островов и северной части Молуккских островов. Согласно другой версии, первые переселенцы прибыли на Науру с островов Бисмарка и представляли праокеанийский этнос, ещё до его распада на меланезийцев, микронезийцев и полинезийцев.
В раннем периоде истории Науру население было представлено 12 племенами, проживавшими в 168 деревнях. Это племена: деибоэ (наур. Deiboe), эамвидамит (наур. Eamwidamit), эамвидара (наур. Eamwidara), эамвит (наур. Eamwit), эамгум (наур. Eamgum), эано (наур. Eano), эмео (наур. Emeo), эорару (наур. Eoraru), ируци (наур. Irutsi), ирува (наур. Iruwa), иви (наур. Iwi) и ранибок (наур. Ranibok). Сейчас память об этих двенадцати племенах увековечена в государственном флаге и гербе Республики Науру. Эти племена больше не существуют, а каждый житель Науру идентифицируется сейчас по округу, в котором он проживает.
Племя ирува состояло из выходцев с островов Гилберта или Банаба, приплывшими на остров Науру в XIX веке. У племён ируци и иви нет современных потомков, так как их последние представители погибли при японской оккупации Науру во время Второй мировой войны.

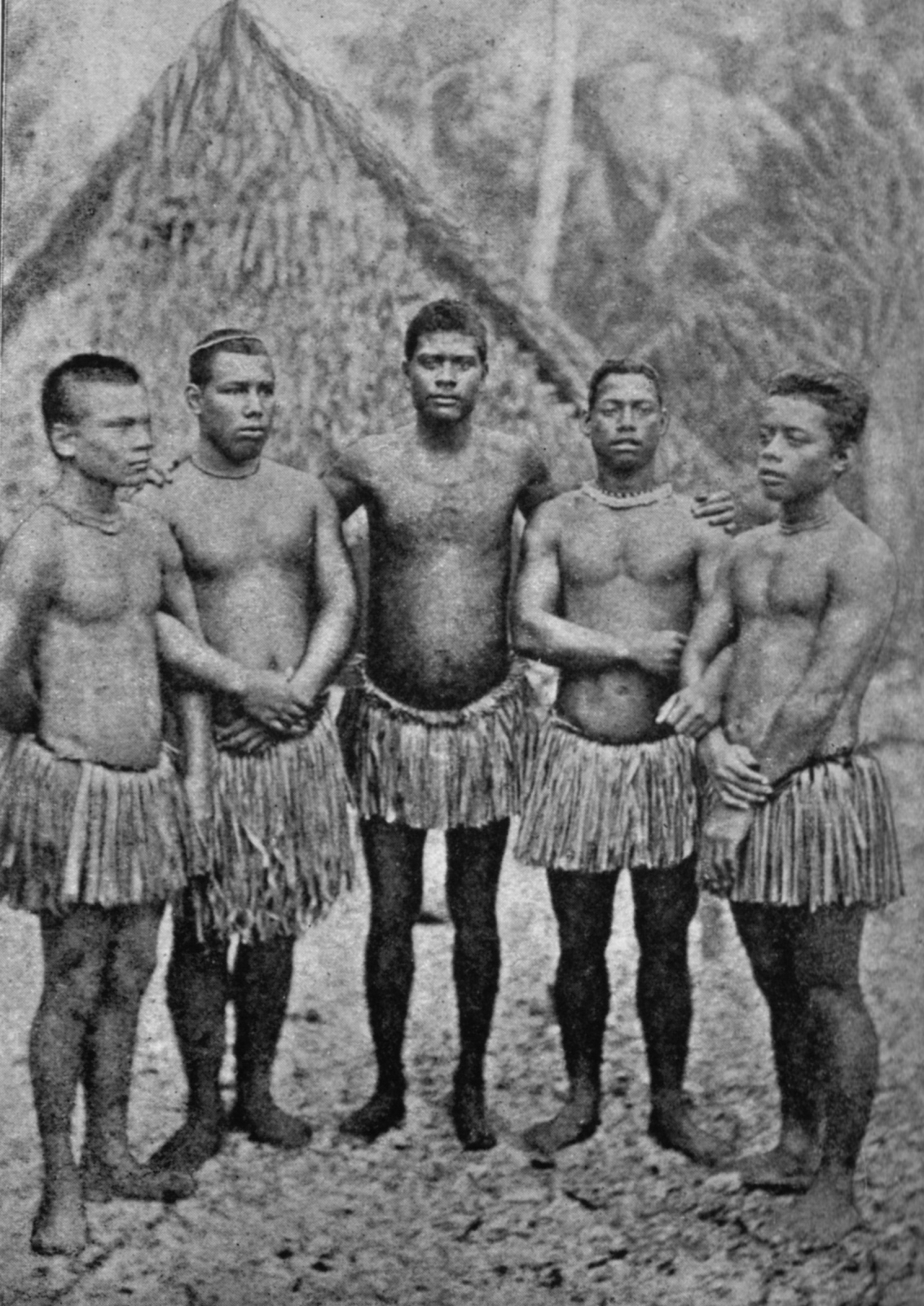
Молодые науруанцы (1914)

Верховный вождь, которому подчинялись бы все 12 племён, на острове отсутствовал. Вместо этого у каждого племени был свой племенной вождь.
До появления на острове европейцев население Науру находилось на стадии разложения первобытно-общинного строя и состояло из трёх классов:
- Темонибе (наур. temonibe) — старшие члены рода.
- Амененгаме (наур. amenangame) — младшие члены рода, составлявшие основную часть племени.
- Итсио (наур. itsio) — рабы[10].

Согласно справочнику Deutsches Kolonial Lexikon, науруанское общество состояло из шести классов. Из них четыре были свободными земледельцами: темониба (наур. Temonibä), эмо (наур. Emo), аманенгама (наур. Amänengamä) и энгама (наур. Engamä). А два — зависимыми категориями: идзио (наур. Idzio) и итиора (наур. Itiora). Однако их природа не раскрывается.
Принадлежность человека к определённому классу зависела от класса матери. Дочери, родившиеся до рождения сына, и сын приписывались к классу матери. Дети, родившиеся после первого сына, принадлежали к следующему по нарастанию классу.
Туземцы жили во дворах, состоявших из 2—3 домов. Несколько дворов составляли деревню. Несколько деревень составляли гау (округ).
Основным занятием древних науруанцев было сельское хозяйство (выращивание кокосовых пальм, бананов, панданусов), а также рыболовство (в том числе искусственное разведение рыбы ханос в лагунах Буада и Анабар). Рыболовные хозяйства были строго поделены между семьями и огорожены стенами и изгородями. Условия, необходимые для нормального разведения рыбы, поддерживались взрослыми жителями: они регулярно перемешивали воду для её обогащения кислородом и тем самым ускоряли рост мальков. Детям было строжайше запрещено бить по воде во время купания, так как любой шум мог спугнуть ханос, который уплыл бы на территорию другой семьи.

## Доколониальная эпоха

### Первые контакты с европейцами
В 1798 году британский капитан китобойного судна Джон Фирн во время своего плавания от берегов Новой Зеландии в Южно-Китайское море стал первым европейцем, приблизившимся к острову Науру. Он назвал его Приятным островом (англ. Pleasant Island), так как был приятно поражён дружелюбием островитян, которые подплыли к британском судну на каноэ без какого-либо вооружения, а на телах науруанцев отсутствовали воинственные татуировки, как было принято у других народов Океании. Наблюдая с корабля берег, на котором столпилось большое количество островитян, Фирн пришёл к выводу, что остров густо населён. Однако высадиться на нём он так и не решился. После этого короткого визита Науру оставался в изоляции на протяжении нескольких десятилетий.
Первыми европейцами, поселившимися на Науру, стали дезертиры и контрабандисты ирландского происхождения, депортированные из Великобритании на остров Норфолк (здесь находилась исправительная колония для наиболее опасных преступников, которые перевозились в Австралию), Патрик Бёрк и Джон Джоунс, которые впоследствии сбежали с острова Норфолк и приплыли на Науру в 1830 году. В 1837 году к уже жившим здесь восьми европейским преступникам прибавилось ещё пятеро дезертиров. Джон Джоунс же стал настоящим диктатором Науру, который благосклонно относился к своим сторонникам и жестоко карал своих врагов. Тем не менее терпение у островитян закончилось, и Джоунс был изгнан на остров Ошен (или Банаба), лежащий в 300 км к востоку от Науру. Его последующие попытки вернуться на остров пресекались, и он снова изгонялся местными жителями.
В 1845 году на Науру проживало всего два европейца, один из которых, Уильямс Харрис, высадился на острове в 1842 году. Однако они очень скоро ассимилировались с науруанцами, приняв их обычаи и заведя семьи. С 1852 года многие жители острова стали заниматься пиратством, поэтому большинство судов просто стало проплывать мимо Науру.
Жизнь науруанцев, как и большинства других народов Океании, сильно изменилась после открытия острова европейцами. На Науру появилось множество продуктов и изделий, о существовании которых местные жители ранее не знали: огнестрельное оружие, алкоголь, табак. Были занесены венерические, а также такие инфекционные заболевания как грипп, дизентерия, туберкулёз, проказа. Между европейцами и науруанцами первоначально осуществлялся натуральный обмен, впоследствии возросла роль денег. Островитяне в основном продавали копру или кокосовые орехи.

### Межплеменная война

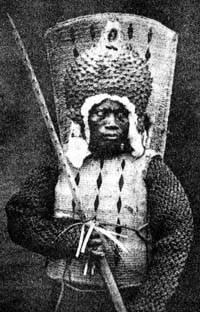
Науруанский воин (1880)

С появлением на Науру огнестрельного оружия любые споры между племенами решались перестрелками, что в дальнейшем привело к племенной гражданской войне.
Война началась в 1878 году, когда один из молодых вождей был случайно застрелен во время своей свадьбы. Этот несчастный случай привёл к эскалации событий, многие семьи, вооружившись, желали отомстить своим врагам. В противоположность другим конфликтам, которые удалось решить, этого конфликта избежать не удалось. В ходе войны небольшие группы вооружённых науруанцев незаметно вторгались на территории своих врагов и убивали людей, в том числе женщин и детей.
21 сентября 1881 года к острову с целью улаживания конфликта причалило британское судно. В прошлом контрабандист, Уильям Харрис, забравшись на борт, рассказал о начавшейся войне, о том, что большинство воевавших находилось в состоянии опьянения, а науруанский вождь Аувейида (наур. Auweyida) молил о появлении миссионеров.
Шесть лет спустя на острове побывал британский капитан из Окленда Фредерик Мосс, который собирался загрузить копру на свою шхуну «Бастер». Он сообщал о дружелюбности местного населения, хотя большинство мужчин носило за спиной оружие. Гражданская война ещё не закончилась, но большинству науруанцев она уже надоела. Тем не менее ни одна из конфликтовавших сторон не шла на уступки и не собиралась идти на мир. Единственным средством улаживания конфликта, по мнению большинства местных жителей и Уильяма Харриса, могло быть полное разоружение и основание на Науру христианской миссии.
Нестабильность на острове сильно сказывалась на торговле. Кровавые междоусобицы на Науру прекратились только после его аннексии Германией в 1888 году.

## Колониальная эпоха

### Германская колония

#### Управление

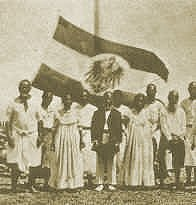
Науруанцы, в том числе, король Аувейида в центре (2 октября 1888 года). Позади — германский флаг.

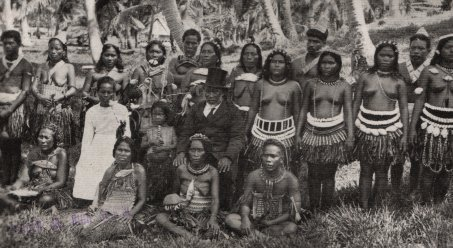
Король Аувейида (в костюме), его жена Эигамоия (в белом платье) и их слуги. (1890)

В конце XIX века происходило разграничение сфер влияния в западной и центральной частях Тихого океана между Германской и Британской империями. Согласно достигнутым договорённостям между этими державами остров Науру вошёл в сферу влияния Германии.
Официальная аннексия острова, численность населения которого составляла около 1300 жителей, состоялась 16 апреля 1888 года. Установление германского протектората способствовало окончанию гражданской войны на Науру, которая длилась десять лет. Первые немцы поселились на острове только 1 октября: это были 87 человек, в том числе, миссионеры с островов Гилберта. Вскоре на острове появился свой глава полиции, являвшийся представителем кайзера. Он назначил Аувейиду (наур. Auweyida), вождя Боэ, и его жену Эигамоию (наур. Eigamoiya), королём и королевой Науру (они сохранили этот титул вплоть до 1920 года). С установлением германского протектората на острове были запрещены алкогольные напитки и огнестрельное оружие, а все вожди науруанских племён арестованы. И на самом деле, на следующий день науруанцами было сдано оружие и боеприпасы. Так закончились кровопролитные столкновения между племенами острова.
2 октября 1888 года в присутствии науруанского короля Аувейида над островом Науру был поднят германский флаг.
Установление германского протектората над Науру укрепило позиции Германской империи в регионе, где уже было несколько немецких колоний. А радиостанция на острове должна была стать важным звеном в сети «Etappendienst». В 1906 году Науру был административно прикреплён к Германской Новой Гвинее, хотя первоначально остров был частью протектората Маршалловы Острова под управлением Джалуитской компании.
Несмотря на германское владычество, присутствие Германии на острове не было слишком заметно. На Науру даже были свои собственные почтовые марки (первое почтовое отделение на острове было открыто 14 июля 1908 года).
Германское владычество продолжалось вплоть до 8 ноября 1914 года, когда Науру был оккупирован Австралией.

#### Культурное влияние

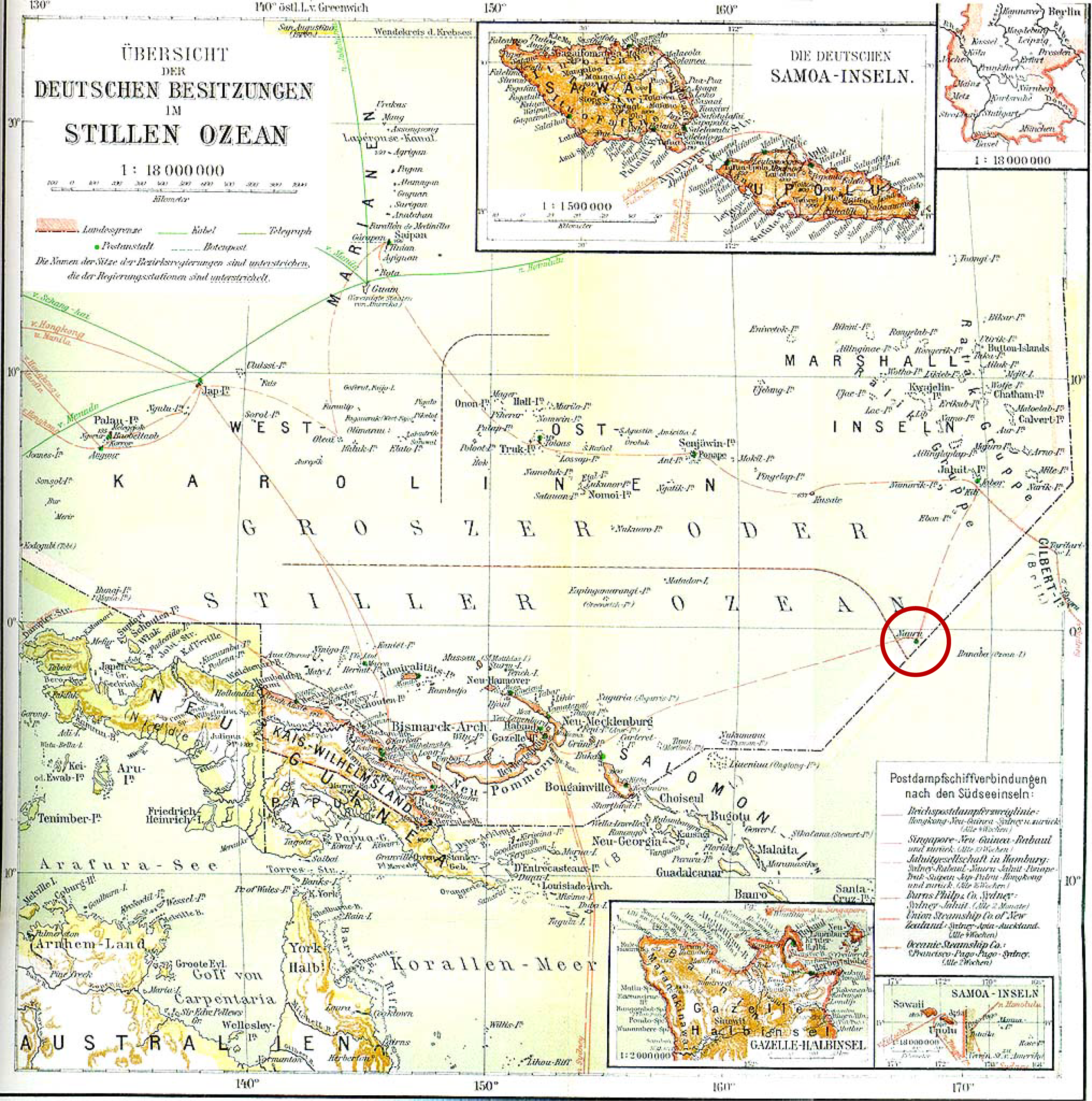
Историческая карта германских владений в Океании. Первоначально остров Науру (выделен красным кружком) был административно подчинён протекторату Маршалловы Острова.

В первые годы европейского владычества колониальная администрация способствовала распространению на Науру немецкой культуры, грамотности, образования. Например, «Тихоокеанская фосфатная компания», занимавшаяся разработками фосфоритов на острове, открыла первую науруанскую библиотеку. Большую роль в распространении нравов и обычаев метрополии сыграла также христианская миссия.
Первая религиозная миссия на острове носила название Либенцеллерская миссия (нем. Liebenzeller Mission), а её миссионеры были протестантами. Одним из первых миссионеров, поселившихся на острове вместе со своей семьёй, был Филипп Делапорт, имевший американские и германские корни. Он приплыл на Науру в 1899 году с Гавайских островов. Делапорт первым занялся переводом Библии и других религиозных книг на науруанский язык, первым составил немецко-науруанский и науруанско-немецкий словарь (в книге, опубликованной в 1907 году, было 65 страниц и 1650 слов) и написал ряд научных работ об этом микронезийском языке.
В 1902 году на Науру впервые прибыли католические миссионеры, которые сразу же после основания миссии приступили к сооружению католической церкви на острове. Эти миссионеры также способствовали распространению грамотности среди местных жителей. В 1904 году католиком Алоизом Кайзером был составлен второй двуязычный словарь. Третий словарь был написан Паулом Хамбрухом, который побывал на Науру дважды, в мае 1909 года и с сентября по ноябрь 1910 года.
Фактически в ходе европейской колонизации науруанцам был навязан европейский образ жизни, обычаи и традиции. Распространение христианства привело к запрету полигамии, традиционных танцев, которые считались миссионерами излишне откровенными, и традиционной одежды. Эти коренные изменения в жизни науруанцев проходили не без социальных проблем.
Колониальное владычество и рост доли европейцев в населении Науру привели к дальнейшему распространению заболеваний. Например, в 1907 году от дизентерии умерло 150 местных жителей. В 1890 году была проведена первая официальная перепись населения острова. Согласной ей на Науру проживало 1294 науруанца и 24 гилбертийских миссионера.

#### Экономическая деятельность

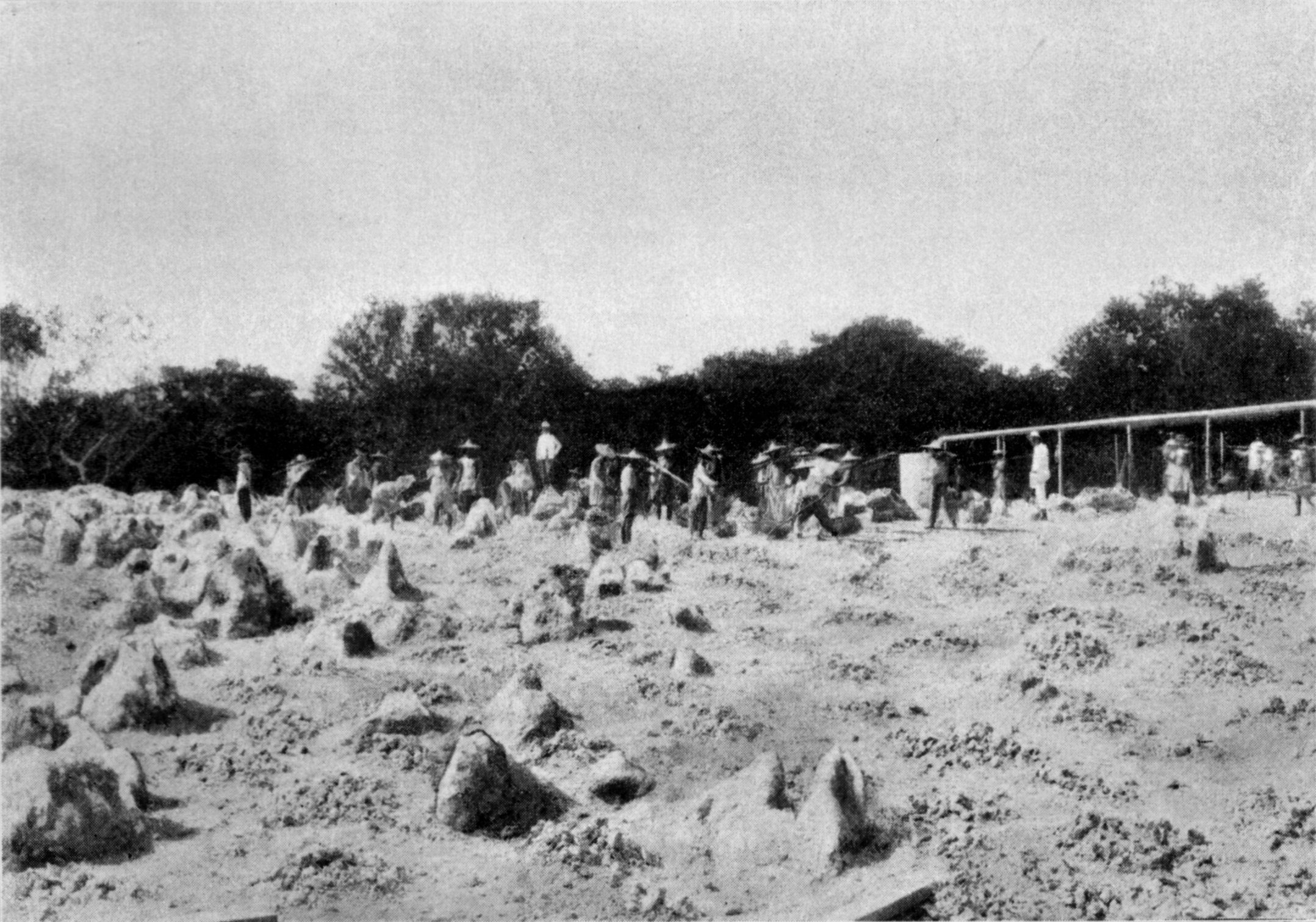
Китайские работники на фосфоритных карьерах (1908)

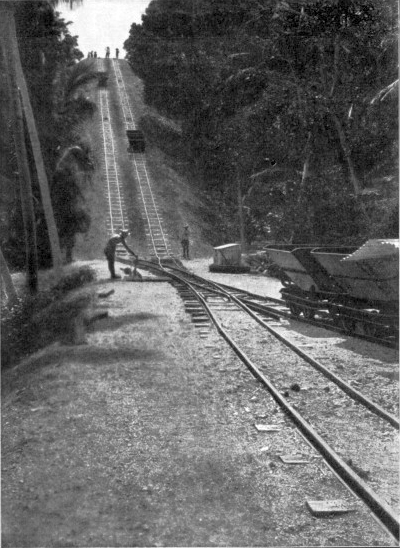
Железная дорога, по которой добытые фосфориты транспортировались в порт острова (1908)

В первые годы германского протектората фактическое управление Науру находилось в руках «Jaluit Gesellschaft» (в пер. на русский язык «Джалуитское общество»), немецкой компании, которая в обмен на торговые привилегии финансировала колонизацию островов Германской империи в Океании. Эта же компания получила право на эксплуатацию недр острова Науру (однако месторождения фосфоритов на острове ещё не были обнаружены). В конце XIX века основным сельскохозяйственным продуктом тихоокеанских островов была копра, которая производится посредством сушки маслянистого эндосперма орехов кокосовой пальмы, поэтому в первые годы приоритет отдавался созданию кокосовых плантаций. С целью закрепления своего присутствия германское правительство построило на Науру больницу, опреснительные установки, генератор электроэнергии, а немецкий язык постепенно стал основным языком общения.
В 1899 году новозеландский геолог сэр Альберт Эллис, работник британской компании «Компания тихоокеанских островов», случайно открыл на Науру, как и на острове Ошен (теперь Банаба), большое количество фосфорсодержащей руды. В 1906 году компания выкупила у Джалуитского общества за 2000 фунтов стерлингов право на эксплуатацию фосфоритов Науру сроком на 99 лет. Постепенно «Компания тихоокеанских островов» (позднее «Тихоокеанская фосфатная компания») заняла ключевую роль в экономике острова, став главным работодателем науруанцев. За каждую тонну фосфоритов компания выплачивала Джалуитскому обществу отчисления, также как и местным жителям.
Добыча фосфоритов, транспортировка которых облегчилась после постройки железной дороги на острове в 1907 году, началась в 1906 году. Специально для работы в карьерах были завезены чернорабочие с островов Гилберта, Каролинских островов, из Китая, так как большинство науруанцев не соглашалось работать на фосфоритных разработках. Эти иммигранты и их потомки продолжают жить на Науру и вместе с европейцами составляют до 42 % всего населения Науру. С каждым годом торговля фосфоритами набирала силу, увеличивался объём добычи: в первые годы разработок в Австралию было вывезено 11 тысяч тонн фосфоритов, а до 1913 года было добыто и экспортировано 138 725 тонн фосфоритов, которые были транспортированы до места назначения на 46 судах.
Все ключевые посты в науруанском подразделении «Тихоокеанской фосфатной компании» занимали выходцы из Германии: администратор и 22 из 63 европейских работников были немцами. К началу Первой мировой войны население острова состояло из 1400 науруанцев, 30 немцев, 70 британцев и около 1000 китайцев и каролинцев.

### Первая мировая война

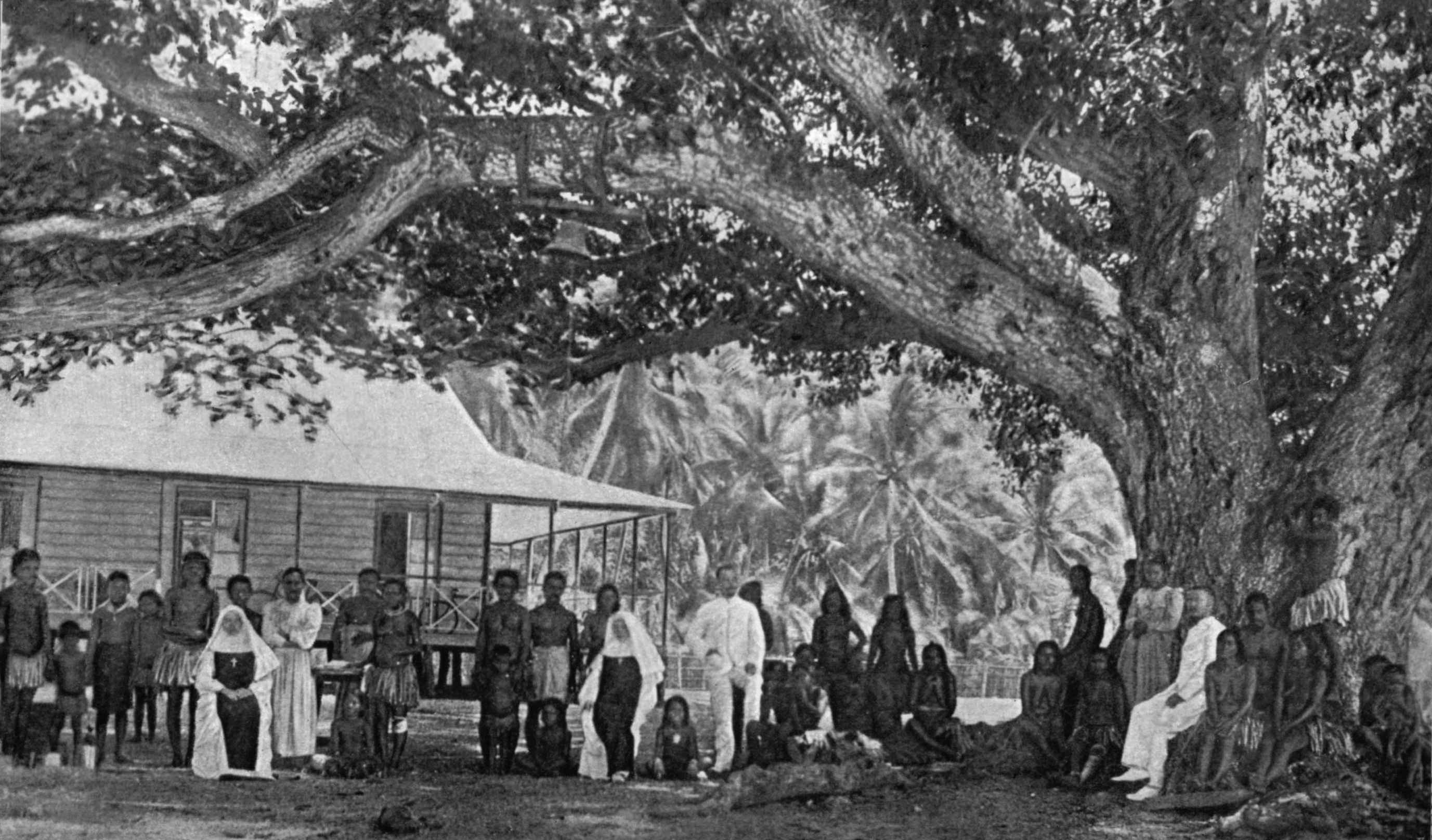
Католическая миссия на Науру (1914)

Раздел германских колоний в Океании

4 августа 1914 года Великобритания объявила войну Германии, тем самым, вступив в Первую мировую войну. Науру подвергся тем же испытаниям, что и другие германские колонии, на которые напали страны «Тройственного согласия». Так как остров сильно изолирован от внешнего мира, крупнейшие, наиболее кровопролитные театры боевых действий находились вдали от этой колонии. Первая мировая война почти не затронула Науру: австралийские войска, которые вторглись на остров, захватили его без пролития крови и не встретили сильного противодействия со стороны местных жителей.
Германский губернатор Науру, у которого была постоянная связь с внешним миром благодаря радиопередатчику, сначала не уведомил жителей острова о войне между Германией и Великобританией. Однако уже 7 августа 1914 года на Науру было введено военное положение. Из науруанцев было сформировано небольшое ополчение, но в течение нескольких недель ничего не происходило. После начала войны остров оказался отрезанным от остального мира, возникли перебои с продуктовым обеспечением. Было решено отправить на остров Ошен небольшую миссию. Однако британская администрация острова отказала в помощи. Лишь спустя несколько дней, 6 сентября, после просьбы науруанского губернатора, британскими силами с Науру на Ошен были эвакуированы 49 граждан Британии.
Три дня спустя, 9 сентября, из Фиджи на Науру отправился австралийский военный корабль с целью уничтожения радиостанции на острове, которая входила в сеть станций, обеспечивающих связь с немецкими кораблями и судами, а также с метрополией и другими германскими колониями в Тихом океане. Во время рассвета благодаря сплочённым действиям и фактору неожиданности 25 австралийским воинам удалось высадиться на острове через пирс, откуда происходила погрузка фосфатов на сухогрузы. Сразу же были захвачены близлежащие здания и шестеро жителей, которые шли по направлению к административным зданиям острова. Последние не оказали какого-либо сопротивления и сразу же сдались. Австралийские войска затем направились к радиостанции, которая, как оказалась, заранее была демонтирована немцами, опасавшимися захвата важного объекта врагами. Спустя семь часов австралийцы покинули Науру.
Только 6 ноября 1914 года группа австралийцев поселилась на острове, тем самым положив конец германскому владычеству на Науру. Австралия управляла островом вплоть до 17 декабря 1920 года, когда было подписано соглашение с Британией и Новой Зеландией, по которому управление островом переходило под совместное управление трёх государств. До июня 1921 года остров входил в состав Британских Западно-Тихоокеанских территорий (англ. British Western Pacific Territories). Новое колониальное руководство продолжало добычу фосфоритов, которая осуществлялась «Тихоокеанской фосфатной компанией».

### Мандат Лиги Наций

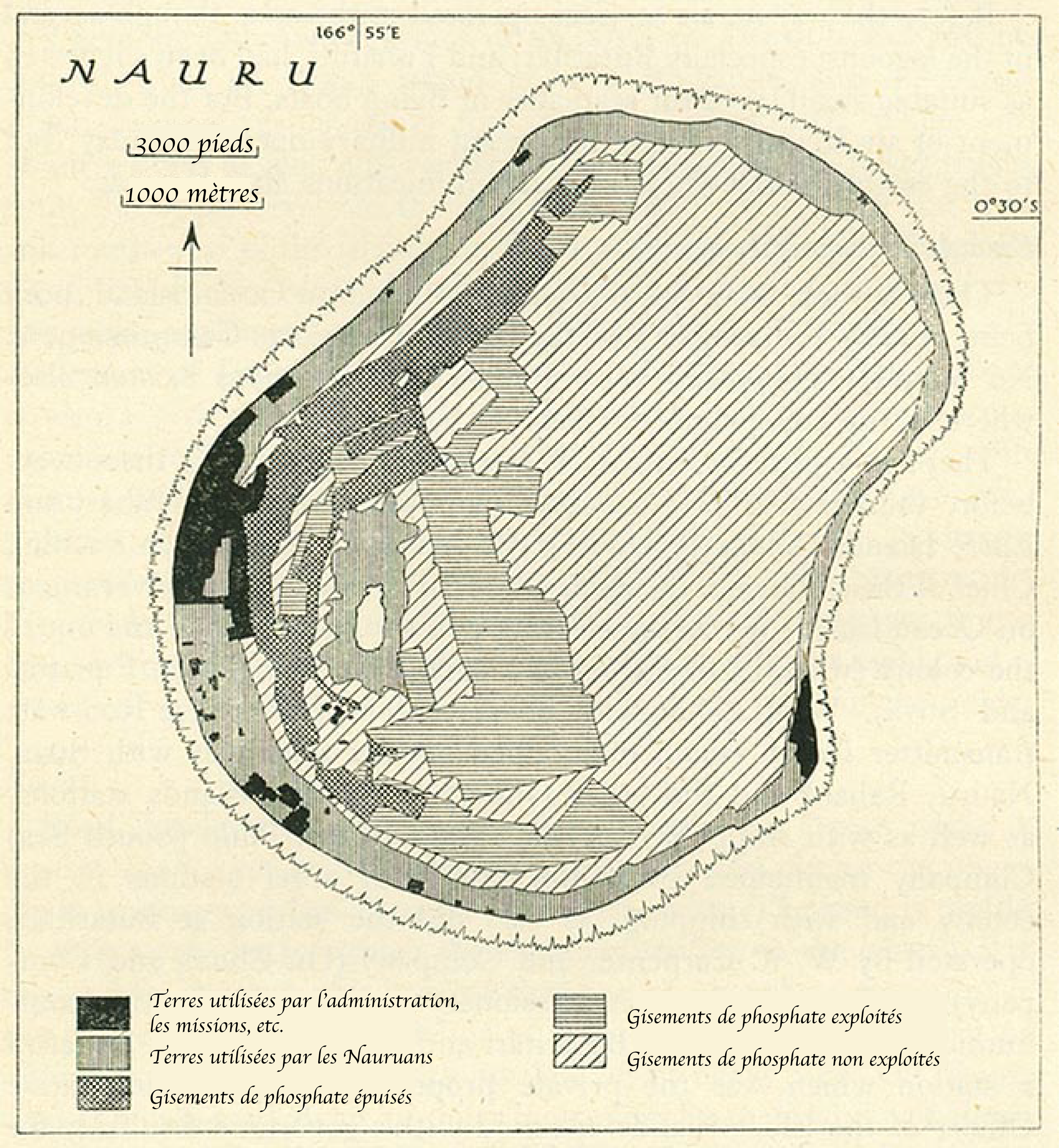
На этой австралийской карте 1940 года показана схема фосфоритных разработок. На ней видно, что разработки велись в северо-восточном направлении. К этому времени в некоторых районах острова месторождения фосфоритов уже были выработаны.

После Первой мировой войны Германия согласно статье 119 Версальского мирного договора отказывалась от всех своих колоний, в том числе и от Науру. Австралия впоследствии пыталась оказать давление на Лигу Наций, чтобы получить право на аннексию острова, однако американский президент Вудро Вильсон выступил против любого захвата прежних немецких колоний. Лига Наций в конце концов пришла к заключению о необходимости передачи Науру под опеку Британии. В 1923 году Великобритания, Новая Зеландия и Австралия подписали соглашение, по которому остров Науру переходил под их совместное управление, но административное управление осуществляла Австралия.

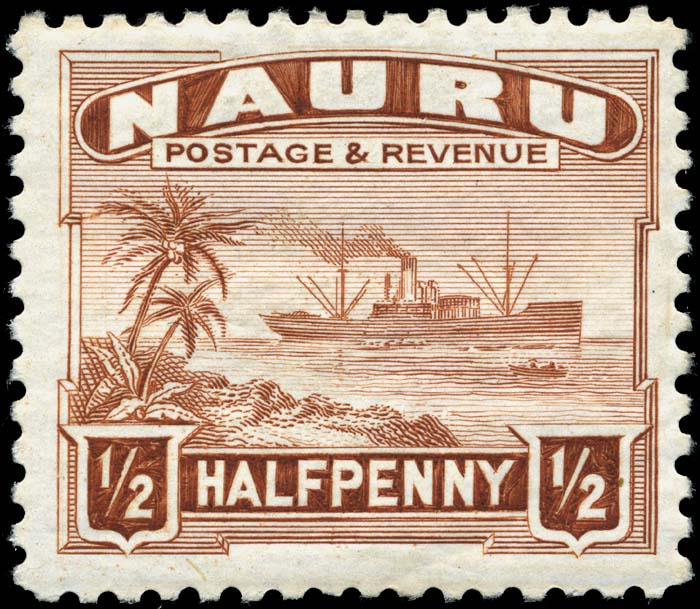
Почтовая марка Науру (1924).

С приходом новых колониальных властей продолжилось экономическое развитие Науру и «озападнивание» науруанцев. Три страны впоследствии выкупили за 3,5 млн фунтов стерлингов право на разработку фосфоритов на острове у «Тихоокеанской фосфатной компании». Разработка месторождений осуществлялась под руководством «Британской фосфатной комиссии» (англ. British Phosphate Commissioners), состоявшей из трёх человек. Фосфориты, которые добывались на острове, были широко востребованы в таких странах, как Австралия и Новая Зеландия, где фермеры нуждались в удобрениях. Науруанцы же практически ничего не получали от разработок: им выплачивалось всего лишь 8 пенсов за тонну фосфоритов.
Параллельно происходило распространение западного образа жизни, христианства и крушение традиционных верований местных жителей. В 1927 году на Науру был впервые созван Совет старейшин, который, однако, выполнял консультативные функции. 26 октября 1932 года впервые был отпразднован Ангамов день, который спустя некоторое время стал государственным праздником Науру.

### Вторая мировая война и японская оккупация

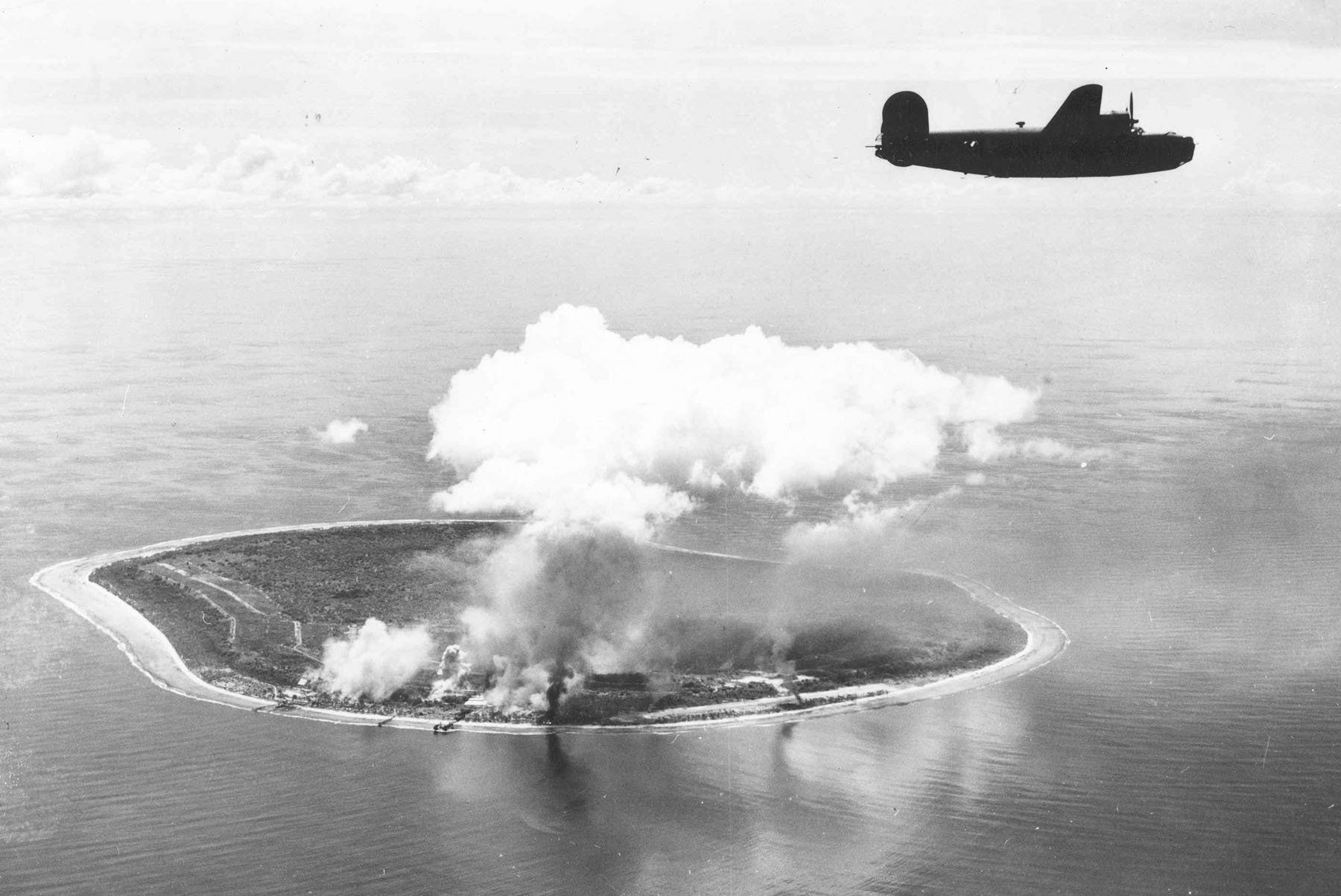
Воздушная бомбардировка Науру

Науру — одна из немногих территорий, переживших одновременно атаки японской и германской армий в годы Второй мировой войны. Это объяснялось относительной близостью японской территории и присутствием немецких военных судов в Тихом океане.
В начале войны, когда Япония ещё не начала военные действия, немецкие корабли маскировались под японские грузовые суда, таким образом захватывая острова в Океании (Маршалловы острова, Каролинские острова). 6 декабря 1940 года они напали, разграбили и потопили в северной части Соломоновых островов британское судно, которое доставляло на Науру продовольствие.
Впоследствии два немецких судна в период с 7 по 8 декабря затопили у Науру пять сухогрузов (британских и норвежских), которые ожидали погрузки фосфоритов в порту острова. Одно из них, немецкий вспомогательный крейсер «Комет», не раз угрожало уничтожить всю инфраструктуру Науру, созданную «Британской фосфатной компанией». Частое приближение этого судна к острову было сигналом к эвакуации, иначе могли бы последовать большие жертвы. После артиллерийского обстрела Науру, в ходе которого была уничтожена часть островной инфраструктуры, в том числе резервуары с топливом, «Комет» уплыл обратно в Европу. Важные объекты вскоре после этого события были восстановлены, и компания возобновила добычу фосфоритов. А на Науру на несколько месяцев установился мир. Действия рейдера «Комет» осуждались японской стороной, которая была заинтересована в добыче сырья на острове, а из штаба ВМС Германии «Комет» получил гневную радиограмму, осуждающую артобстрел Науру.

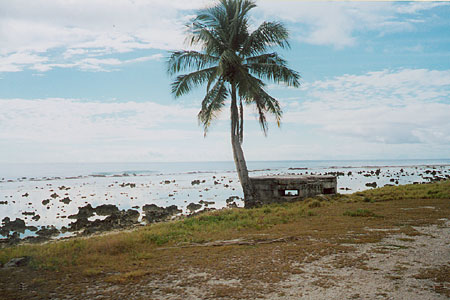
Японский ДОТ времён Второй мировой войны.

За несколько дней до атаки на Пёрл-Харбор 7 декабря 1941 года японская авиация нанесла несколько воздушных ударов по Науру. После захвата близлежащих островов Гилберта британская компания, занимавшаяся добычей фосфоритов на острове, решила эвакуировать своих сотрудников. Специально для этого с Новых Гебрид приплыло французское судно. Всего был эвакуирован 61 европеец, 391 китаец и 49 членов британского гарнизона на Науру. 191 работник остался на Науру после обещания их скорой эвакуации, которая так и не была осуществлена.
26 августа 1942 года на острове высадились 300 японских солдат, захватив в плен всех европейцев, оставшихся на Науру. 1850 науруанцев после оккупации Японией могли свободно передвигаться по острову, но было введено нормирование продуктов, которое продолжалось до конца войны. Местными жителями была организована оборона острова, в том числе на берегу были установлены 152-мм орудия, а на возвышениях — зенитные установки.

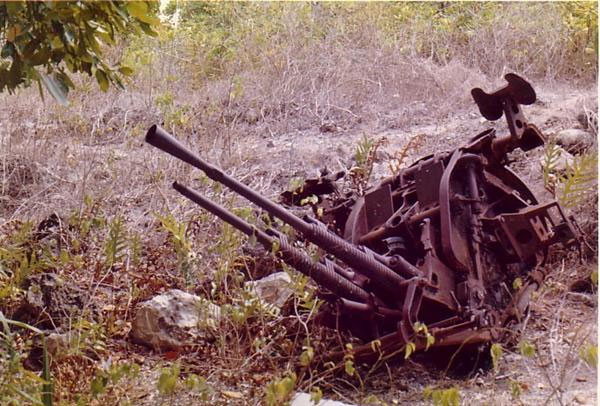
Зенитная установка на острове.

Одним из важнейших событий периода японской оккупации было строительство взлётно-посадочной полосы, которая сейчас относится к Международному аэропорту Науру. В её строительстве было задействовано 1500 японцев и корейцев, а также 300 работников науруанского и гилбертийского происхождения, работать которых заставляли силой. Строительство было закончено в январе 1943 года. Хотя японцы хотели восстановить инфраструктуру Науру для возобновления добычи фосфоритов, в годы Второй мировой войны остров служил всего лишь одним из опорных пунктов японской армии в центральной части Тихого океана.
С 1942 года в Тихом океане начались наступательные действия американских войск. 25 марта 1943 года состоялся первый обстрел Науру американцами. В результате было уничтожено 15 японских самолётов, разместившихся на аэродроме, а также часть установок в аэропорту. В ноябре 1943 года американские войска после кровопролитного сражения у Таравы, освободили острова Гилберта. Однако, разгромив японцев, они не двинулись в сторону Науру.

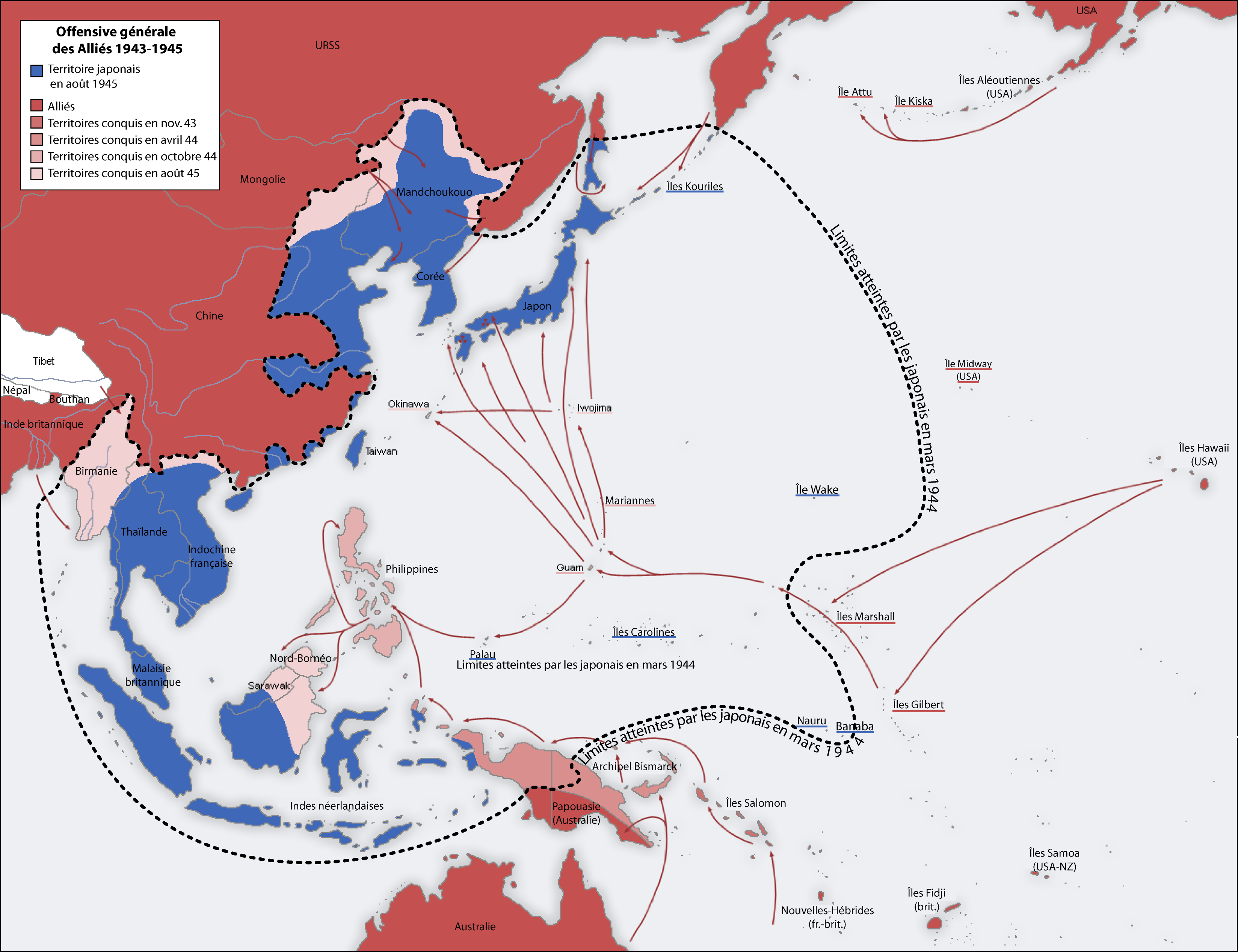
Карта военных действий в Тихом океане во время Второй мировой войны

В сентябре 1943 года японские власти решили депортировать большую часть науруанцев (1200 человек) на остров Чуук (Каролинские острова), расположенный в 1600 км к северо-западу от Науру. Эти действия объяснялись начавшимся голодом на Науру из-за проблем с продовольственным обеспечением. К концу войны из-за него умерло 300 человек, а также были отмечены случаи каннибализма.
13 сентября 1945 года после сброса на Хиросиму и Нагасаки атомных бомб (6 и 9 августа), а также капитуляции Японии (2 сентября 1945 года) на борту австралийского военного судна «Диамантина» было подписано соглашение, по которому японские войска сдавали остров Науру. Впоследствии было репатриировано 3745 японцев и корейцев, а часть из них были обвинены в совершении преступлений против европейцев и науруанцев в годы Второй мировой войны. После окончания войны из около 1200 местных жителей, депортированных на остров Чуук, выжило всего лишь 737 человек, которые 31 января 1946 года были возвращены на родину. Численность населения острова сократилась с 1848 человек в 1940 году до 1369 человек в 1946 году. Компания, занимавшаяся добычей фосфоритов на острове, в память о печальных событиях военного времени построила музей Второй мировой войны.

### Мандат ООН

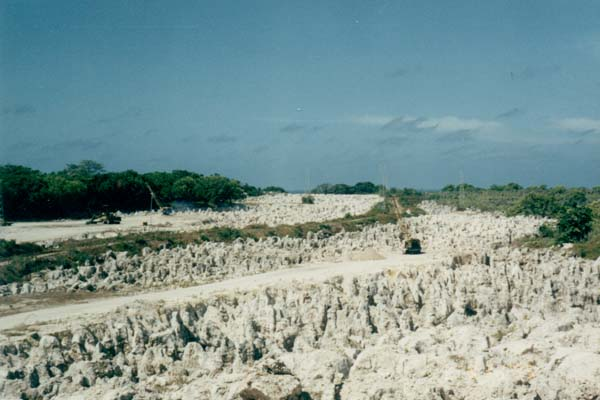
Карьеры у озера Буада

После окончания Второй мировой войны, 1 ноября 1947 года, остров Науру стал территорией, подконтрольной ООН, под совместным управлением Великобритании, Новой Зеландии и Австралии. Однако фактически островом управляла Австралия. В том же году на Науру была возобновлена добыча фосфоритов.
В 1948 году «Британской фосфатной компанией» было экспортировано фосфоритов на сумму 745 тысяч австралийских долларов, но от выручки науруанцам было выплачено только 2 %, а администрации острова — 1 %. Очень низкие выплаты рабочим, в основном китайцам, плохие условия труда делали жизнь мигрантов очень тяжёлой. Это привело к восстанию в 1948 году, из-за которого на Науру было введено чрезвычайное положение. Восстание было незамедлительно подавлено австралийскими войсками. 11 работников было ранено и 4 убито. В период с 1950 по 1953 год британская компания и австралийское правительство, опасаясь распространения китайскими рабочими на Науру коммунистических идей, начали готовиться к новым мятежам. Была проведена реорганизация местной полиции, установлена слежка за китайцами, а в 1953 году был даже проведён обыск домов островных работников. В конце концов, в ходе расследования австралийское правительство пришло к выводу, что китайцы на Науру являются сторонниками капиталистического режима на острове Тайвань, а не коммунистического в Китайской Народной Республике.
18 декабря 1951 года на Науру было впервые избрано островное правительство — Науруанский совет из 9 членов во главе с Хаммером ДеРобуртом, в прошлом депортированного на остров Чуук. Основной целью данного органа было предоставить науруанцам право на участие в жизни родного острова. Однако фактический контроль над советом находился в руках австралийского правительства, поэтому этот орган не был политическим образованием, который определял бы ход событий на Науру. Это привело к распространению требований о предоставлении местным жителям большей политической власти и увеличении отчислений, несмотря на постепенное истощение запасов фосфоритов. Действительно, с 1963 года австралийские и новозеландские фермеры закупали науруанские фосфориты, добытые почти 2 тысячами иностранцев (в основном китайцами), по ценам на одну треть ниже мировых. Только в 1964 году на науруанские фосфориты были установлены мировые закупочные цены. В результате в 1966 году науруанцам стали выплачивать до 22 % прибыли, а администрации — 14 %. Тем не менее из почти 65 млн долларов США, полученных от экспорта фосфоритов в период с 1922 по 1965 год, науруанцам было выплачено всего 2,5 млн долларов США.
В 1961 году, благодаря поддержке Южнотихоокеанской комиссии, на Науру была завезена рыба тиляпия мозамбикская (англ. Oreochromis mossambicus), которая была выпущена в озеро Буада. Но из-за очень маленького размера и плохих вкусовых качеств эта рыба не была особо популярной среди местного населения. Размноженная во всех прудах, где выращивался ценный для островитян ханос, тиляпия стала понемногу вытеснять эту рыбу. Это привело к тому, что местные рыбоводы стали отказываться от практики разведения ханоса.
Как и в предыдущие годы, в 1960-х годах велась активная разработка фосфоритов. Происходило разрушение растительного, почвенного покровов. Поэтому со временем ландшафт Науру стал больше напоминать «лунный пейзаж», а остров становился всё менее пригодным для жизни. В эти годы австралийское правительство начало разрабатывать проекты по переселению жителей Науру на остров Фрейзер, а затем и на остров Кертис (они оба расположены недалеко от побережья австралийского штата Квинсленд). Однако осуществить этот проект так и не удалось во многом по политическим причинам: хотя науруанцы не выступали против переселения, они требовали предоставления им независимости. Австралийское правительство выступало категорически против такого плана развития событий, тем более в пределах своей государственной границы. Окончательно проект был отклонён в 1964 году. После этого провала ещё большая часть науруанского населения стала поддерживать идею предоставления независимости острову. Уже в 1966 году благодаря поддержке Попечительского совета ООН на Науру был впервые избран Законодательный совет. Несмотря на желание Австралии сохранить за собой право определять внешнеполитический курс Науру и взять на себя оборону острова, большинство островитян во главе с Хаммером Де-Робуртом настаивало на праве на полное самоопределение. В конце концов австралийское правительство смирилась с этой мыслью, и в Австралийском национальном университете был начат процесс по разработке конституции Науру.
В последние годы австралийского владычества на острове отмечался рост уровня жизни науруанцев, медицинских услуг и образования; часть науруанских студентов обучалось на территории Австралийского Союза. Такие позитивные изменения во многом объяснялись переходом под контроль Науру инфраструктуры и оборудования, которые принадлежали «Британской фосфатной комиссии». В 1967 году науруанское отделение этой компании полностью перешло под контроль Науру, что позволило островитянам контролировать добычу фосфоритов на острове и их экспорт.

## Период независимости

### «Золотые годы»

#### Экономическое развитие

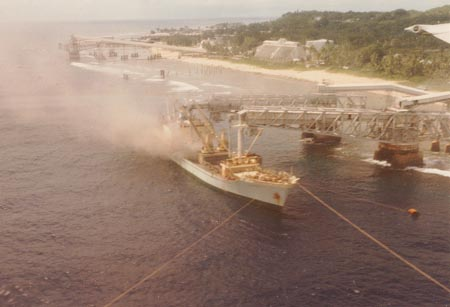
Погрузка фосфоритов на сухогруз в порту Науру (1975)

31 января 1968 года, в двадцать вторую годовщину репатриации науруанцев с острова Чуук, Науру стала независимым государством с республиканской формой правления. Официальной денежной единицей правительством страны был выбран австралийский доллар, что освободило страну от введения новой национальной валюты и учреждения центрального банка Науру.
С получением независимости это островное государство вступило в эпоху экономического благополучия, что объяснялось несколькими факторами. В 1966 году на острове Макатеа были выработаны месторождения фосфоритов, а в 1979 году и на острове Банаба. В результате Науру стал единственным островом в Тихом океане, который экспортировал эту ценную горную породу, шедшую на производство удобрений. В июне 1970 года правительство Науру, полностью завершив покупку «Британской фосфатной компании» у Великобритании и став её абсолютным владельцем, национализировало компанию и дало ей новое название — «Науруанская фосфатная корпорация». В первые годы независимости Науру на мировых рынках также наблюдалось увеличение цен на фосфориты, достигшее максимума в 1975 году (68 долларов США за тонну).

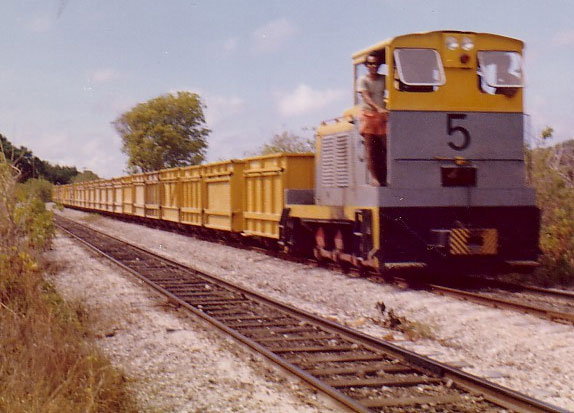
Транспортировка фосфоритов по железной дороге в порт острова (1975)

Все эти факторы сыграли позитивную роль для экономики страны, где уровень жизни населения постепенно приблизился к показателям передовых стран Запада. Со временем ВВП на душу населения достиг уровня в 50 тысяч долларов США: по этому показателю Науру заняла второе место в мире после Саудовской Аравии.
В 1970-х годах на острове значительно улучшилась инфраструктура: был построен административно-общественный центр, в котором проводились различные международные конференции, гостиница в Мененге с более чем сотней гостиничных номеров, станция спутниковой связи, благодаря которой в каждой семье появился телефон, был расширен терминал и взлётно-посадочная полоса Международного аэропорта Науру, отремонтированы дороги по периметру острова. В 1972 году в Республике Науру появилась своя авиакомпания — «Эйр Науру» (сейчас «Ауэ Эйрлайн»). Науруанцы вступили в общество потребления: привычными стали автомобили, телевизоры и другое бытовое оборудование, которое импортировалось из зарубежных стран, появились первые супермаркеты. В эти годы жители острова были полностью освобождены от уплаты налогов.
Со временем науруанское правительство стало осознавать, что рано или поздно запасы фосфоритов на острове истощатся, и решило следовать тому же пути, что и Кувейт: вкладывать деньги страны в недвижимость в других государствах. В 1977 году в городе Мельбурн (Австралия) на улице Коллинс-Стрит было построено здание Науру-Хауз (в этом же году появились первые предложения по покупке науруанцами судов для самостоятельной транспортировки фосфоритов на главные мировые рынки сбыта). Страна вложила большие средства в экономику Гавайских островов, Гуама, Маршалловых Островов, Индии, городов Хьюстон и Лондон, штатов Вашингтон и Орегон. Однако большая часть инвестиций не дала ожидаемых результатов: слишком большие были затраты на поддержание различных зданий, купленные правительством Науру.
В начале 1989 года опасения правительства страны оправдались: на мировых рынках был отмечен спад спроса на фосфориты, что, в свою очередь, привело к падению цен на них. В результате доходы Науру стали неуклонно падать, а фосфоритных месторождений хватило на 5—10 лет.

#### Политическая сфера

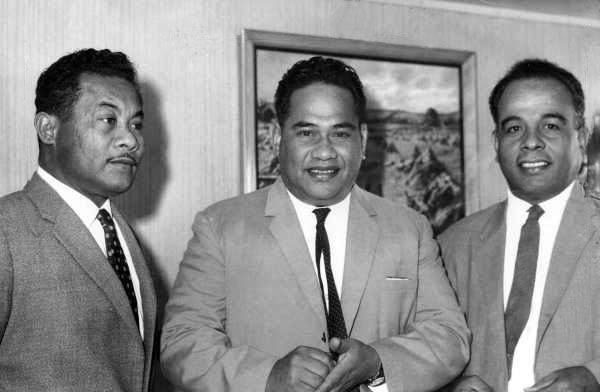
Первый президент Науру Хаммер Де-Робурт (в центре) и председатель науруанского правительства с 1953 по 1955 года Реймонд Гадабу (слева) (1968)

Во время холодной войны государство Науру придерживалось политики нейтралитета и неприсоединения к военным блокам, хотя в 1969 году стало членом Содружества наций. В 1982 году Науру впервые посетила британская королева Елизавета II, а спустя несколько лет, 30 декабря 1987 года, Науру установило дипломатические отношения с СССР.
Однако основным политическим событием после получения независимости стал иск 1989 года в Международный суд ООН против Австралии, в котором Австралия обвинялась в разрушении экосистемы острова в ходе фосфоритных разработок в годы господства на Науру. Австралия согласилась начать переговорный процесс, и, согласно достигнутым договорённостям, выплатила Науру 57 млн австралийских долларов и пообещала выделить ещё 50 млн австралийских долларов в течение 20 лет. Великобритания и Новая Зеландия, в свою очередь, в августе 1993 года выплатили Науру двенадцать миллионов долларов в качестве компенсации за уничтоженные в ходе разработок сельскохозяйственные земли. Первоначально правительство страны собиралось на эти деньги ввозить в страну почву, однако впоследствии они были потрачены на модернизацию инфраструктуры острова.
В 1990-х годах приоритет внутренней политики Науру отдавался экологии острова. Именно поэтому на XXIV Форуме тихоокеанских островов, который проводился на территории Науру в 1993 году, вопросы экологии и противодействия ядерным испытаниям в регионе были основными в ходе обсуждения. В 1991 году финансовую помощь в восстановлении рыбного хозяйства на острове (а именно, в возобновлении разведения рыбы ханос в местных прудах) оказал Тайвань.

### Период спада

#### Экономический кризис

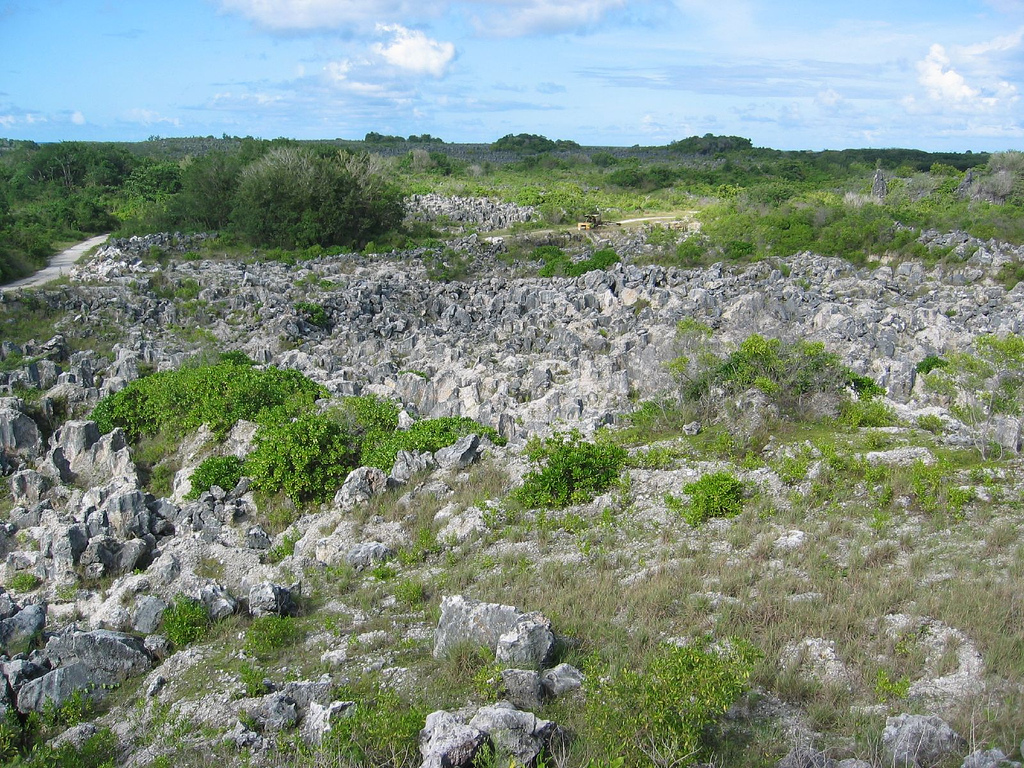
Каменные зубцы, образовавшиеся после фосфоритных разработок на центральном плато

В начале 1990 года Республика Науру столкнулась с серьёзным финансовым кризисом, вызванным сильной зависимостью экономики страны от цен на фосфориты, а также неумелым управлением имущественными инвестициями за границей.
В результате на острове наблюдалось увеличение производственных затрат в связи с постепенным истощением месторождений и усложнившимся процессом выработки фосфоритов (не последнюю роль в усилении кризиса сыграл дефицит торгового баланса из-за подорожания импортных товаров, вызванного высоким курсом доллара США). Инвестиции в недвижимое имущество и землю не обеспечили страну необходимыми финансами. Скорее всего, это было вызвано неграмотным управлением и возможной коррупцией. К тому же, на тот момент в государственной казне оказалось всего 30 миллионов австралийских долларов вместо предполагаемых 8 миллиардов. Экономический кризис непосредственно сказался на политической ситуации в стране: в период с 1995 по 2007 год в стране сменилось восемь президентов.
Для выхода из кризиса правительство Науру предприняло ряд решительных мер. На первом этапе был снижены государственные расходы за счёт продажи самолётов, находящихся в распоряжении национальной авиакомпании, а также за счёт задержек зарплаты государственным работникам. Однако это не решило проблемы дефицита бюджета, который достиг размера в 5,8 млн долларов США или 18 % от ВВП страны в 2000 году.
Наряду с сокращением бюджета науруанское правительство приняло государственную стратегию, согласно которой предусматривалась диверсификация экономики за счёт развития туризма и рыболовства в исключительной прибрежной экономической зоне.
Однако эти меры не имели большого успеха. Оказавшись без источников пополнения бюджета, Республика Науру превратилась в крупный офшорный центр, где отмывались деньги различными преступными группировками и террористическими организациями (в 2000 году в республике было зарегистрировано более 400 офшорных банков). Также страна начала продавать иностранцам свои паспорта.
В феврале 1999 года это микронезийское государство было названо организацией ФАТФ одной из четырёх стран Тихого океана, «в которой была отмечена весьма высокая концентрация финансовой деятельности, связанной с организованной преступностью из России» (другие страны — Острова Кука, Самоа и Вануату). А по словам представителя Центрального Банка РФ в 1998 году из России в науруанские банки было перечислено около 70 млрд долларов, таким образом, пряча от государства свои доходы и укрываясь от уплаты налогов. Большинство операций осуществлялось через интернет через «Nauru Agency Corporation», расположенной в округе Ярен. Однако на Науру были также зарегистрированы офшорные банки, учреждённые гражданами России. Например, банк «Sinex», в который поступали отмытые деньги из российских банков «Депозитарно-Клиринговый Банк» и «Банк Фламинго».
Это вызвало некоторую обеспокоенность у мирового сообщества. Уже 17 января 1999 года «Deutsche Bank» и «Bankers Trust», осуществляющие денежные переводы по всему миру, наложили запрет на долларовую торговлю с Науру (такие же санкции были применены к Палау и Вануату). Впоследствии санкции по отношению к этой микронезийской стране применили страны «большой восьмёрки».
Осуществление австралийской программы «Тихоокеанское решение» (англ. Pacific Solution), начатой в начале 2000 года, привело к ряду международных скандалов. Эта программа предусматривала создание на территории нескольких островных государств, включая Науру, центров беженцев. Введение этой программы было вызвано усилившейся иммиграцией выходцев из Афганистана и Ирака в Австралию. В обмен на помощь государствам, где находились подобные центры, австралийским правительством выплачивались постоянные субсидии или компенсации в виде топлива. Однако «Тихоокеанское решение» вызвало широкое недовольство среди правозащитных организаций, которые обвиняли Австралию в нарушении прав человека и Женевской конвенции о беженцах. В результате австралийское правительство было вынуждено отказаться от этой программы в 2005 году.
С конца 2003 года, уровень жизни на Науру упал, а значительная часть населения оказалась у черты бедности. Правительство начало распродажу оборудования, которое использовалось при добыче фосфоритов, был продан Науру-Хауз в Мельбурне, большая часть телекоммуникационных компаний перестала предоставлять услуги связи. Большую роль в эти годы играла финансовая поддержка Австралии.
В конце 2004 года большинством голосов членов парламента на второй срок на пост президента был избран Людвиг Скотти, который сразу же объявил о смене экономической политики государства, в том числе, был приостановлен экспорт фосфоритов.

### Реформы и восстановление экономики
В августе 2004 года в Австралийском центре независимых исследований (англ. Australian Centre for Independent Studies) был опубликован доклад, в котором рассматривалась различные варианты будущего Науру. Один из них — полная потеря независимости и вхождение в состав Австралии в качестве территории. Другие варианты — свободная ассоциация или с Австралией, или с такими странами Океании как Новая Зеландия или Фиджи. По замечаниям профессора Хелен Хьюс (англ. Helen Hughes), в Науру было необходимо реорганизовать структуру парламента, коммунального хозяйства и начать жить по средствам. Тем временем, ряд государств-членов Форума тихоокеанских островов выразили готовность оказать финансовую помощь Науру.
В сентябре 2004 года на острове по инициативе представителя Науру в ООН, Винчи Клодумара, были проведены исследования фосфоритных месторождений. Результаты показали, что в ряде мест Науру имеются бо́льшие запасы фосфоритов, чем предполагалось ранее.
1 октября 2004 года президент Науру Людвиг Скотти объявил в стране чрезвычайное положение и одновременно распустил парламент, который не смог принять новый бюджет; позднее им же на 23 октября были назначены досрочные парламентские выборы. Кроме того, президент уволил спикера парламента Расселла Куна (англ. Russell Kun). Скотти и его либерально-реформистские сторонники победили на выборах, получив парламентское большинство, что стало историческим событием для страны, в которой правительство менялось два—три раза в год. В декабре 2004 года впервые за несколько месяцев были экспортированы фосфориты: груз весом 10 тыс. тонн был отправлен в Южную Корею.
25 августа 2007 года науруанцы избрали новый парламент. Скотти, несмотря на свои не популярные в народе реформы, одержал победу: его сторонники получили 15 из 18 мест в парламенте. А 27 августа он в очередной раз стал президентом Науру.
Однако уже 10 ноября 2007 года в стране разгорелся новый внутриполитический кризис. В результате 19 декабря 2007 года после вынесения вотума недоверия Людвигу Скотти новым президентом был избран Маркус Стивен.

## Хронология
Приведённая ниже хронология включает только исторические события после открытия острова Науру европейцами.